# وند
وند تکواژ وابسته‌ای است که با افزوده شدن به آغاز، پایان و میان واژه‌ها، واژه‌های نوینی پدید می‌آورد.
در زبان‌شناسی، وَند واحدی زبانی است که خود به‌تنهایی معنای مستقلی ندارد، اما با پیوستن به واژه‌ها، معنای آن‌ها را تغییر می‌دهد یا نقشی دستوری به آن‌ها می‌بخشد. وندها همیشه به یک پایه (بن) یا واژهٔ پایه می‌چسبند و نمی‌توانند به‌تنهایی به‌کار روند.
در فارسی، برخلاف زبان‌های تحلیلی مانند انگلیسی، ساخت واژه به‌طور گسترده‌ای وابسته به وندگذاری است، به‌ویژه در مشتق‌سازی (اسم‌سازی، صفت‌سازی، فعل‌سازی) و نیز صرف افعال.
مثلاً در فعل «می‌نویسم»:
«میـ» پیشوند نشان‌دهندهٔ زمان حال است.
«نویس» بن واژه است.
«ـم» پسوند شخصی (اول شخص مفرد) است.

## انواع وند

### براساس نوع فرایند ساخت‌واژی
وندهای را می‌توان براساس نوع فرایند ساختواژی‌ای که در آن به دو دسته تقسیم کرد.

#### وند اشتقاقی
وند اشتقاقی وندی است که با افزودن به یک واژه، معنا یا نقش آن واژه را تغییر می‌دهد.

#### وند تصریفی
وند تصریفی وندی است که با افزودن به یک واژه، صورت‌های نحوی مختلف واژه را فراهم می‌کند.

#### تمایز وندهای اشتقاقی و تصریفی
در هر دوی تصریف و اشتقاق از وندها استفاده می‌شود. وندهای تصریفی برخلاف وندهای اشتقاقی واژهٔ جدید نمی‌سازند بلکه موجب به‌وجود آمدن صورت‌های گوناگونی از یک واژه می‌شوند که در موقعیت‌های مختلف برای سازگاری با نحو مصرف می‌شوند. با به‌کارگیری وندهای تصریفی می‌توان ابعاد دستوریِ شمار، شخص، زمان دستوری، نمود، حالت و جز آن‌ها را بازنمود. پژوهشگران ملاک‌های متفاوتی را برای متمایز ساختن وندهای تصریفی از اشتقاقی مطرح کرده‌اند. مارتین هاسپلمث فهرستی دوازده‌گانه از این ملاک‌ها را به دست داده‌است.
| تصریف                                      | اشتقاق                                    |
| ------------------------------------------ | ----------------------------------------- |
| ۱. به نحو ربط دارد.                        | ۱. به نحو ربط ندارد.                      |
| ۲. اجباری است.                             | ۲. اختیاری است.                           |
| ۳. آن را با کلمه بسیط نمی‌توان جایگزین کرد. | ۳. می‌توان آن را با کلمه بسیط جایگزین کرد. |
| ۴. با پایه مفهوم جدیدی نمی‌سازد.            | ۴. مفهوم جدید می‌سازد.                     |
| ۵. معنای نسبتاً انتزاعی دارد.               | ۵. معنای نسبتاً عینی دارد.                 |
| ۶. به لحاظ معنایی باقاعده/منظم است.        | احتمالاً به لحاظ معنایی بی‌قاعده است.       |
| ۷. رابطهٔ معنایی کمتری با پایه دارد.        | ۷. خیلی به معنای پایه نزدیک است.          |
| ۸. کاربرد آن بدون محدودیت است.             | ۸. کاربرد آن محدودیت دارد.                |
| ۹. در لبه‌های کلمه قرار می‌گیرد.             | ۹. به پایه نزدیکتر است.                   |
| ۱۰. تکواژگونگی پایه کمتر است.              | ۱۰. تکواژگونگی پایه بیشتر است.            |
| ۱۱. امکان معنای چندگانه صرفی وجود دارد     | ۱۱. معنای چندگانه صرفی نداریم.            |
| ۱۲. تکرارپذیر نیست.                        | ۱۲. تکرارپذیر است.                        |

در شماری از کتاب‌های صرف، ملاک تغییر مقولهٔ دستوریِ پایه نیز به ملاک‌های بالا افزوده شده‌است که ملاک ضعیفی است. بر اساس این ملاک وندهای اشتقاقی مقولهٔ دستوریِ پایه‌ای که به آن متصل می‌شوند را تغییر می‌دهند، ولی وندهای تصریفی طبقهٔ پایه را تغییر نمی‌دهند. مثال‌های نقض این ملاک را به آسانی می‌توانیم در فارسی بیابیم؛ مثلاً پیشوند «نا-» در نامرد یک وند اشتقاقی است و کلمهٔ جدید می‌سازد، ولی مقولهٔ دستوری کلمه‌ای را که به آن متصل می‌شود دگرسان نمی‌کند. البته ملاک‌های دوازده‌گانهٔ جدول بالا نیز قطعی نیست و ممکن است وندِ اشتقاقی‌ای شماری از خصوصیات وندهای تصریفی را از خود نشان دهد یا برعکس. برای حل این مشکل بعضی زبان‌شناسان قائل به رویکرد طیفی برای متمایز کردن وندهای تصریفی از اشتقاقی هستند. در این رویکرد همهٔ ملاک‌های فوق حائز اهمیت هستند، و یک وند تصریفی می‌تواند با اکثر این ملاک‌ها تطابق داشته باشد و با بعضی تطابقی نداشته باشد.

### انواع وند براساس محل اتصال
وندها را می‌توان براساس محل اتصال‌شان به انواع مختلفی تقسیم کرد. دو نوع متداول وند، پیشوند و پسوند است. در برخی تقسیم‌بندی‌ها براساس غلبه پیشوند یا پسوند در ساخت‌واژه زبان‌ها، آن‌ها را به دو دسته زبان‌های پیشوندی و زبان‌های پسوندی تقسیم می‌کنند.

#### پیشوند
پیشوند تکواژ وابسته ایست که به آغاز پایه متصل می‌شود. پیشوند می‌تواند اشتقاقی یا تصریفی باشد. زبان انگلیسی بدون پیشوند تصریفی است.

#### پسوند
پسوند تکواژ وابسته ایست که به انتهای پایه متصل می‌شود. پیشوند می‌تواند اشتقاقی یا تصریفی باشد. در زبان فارسی وندافزایی به‌وسیله پسوندها نسبت به پیشوندها غلبه دارد.

#### میانوند
میانوند وندی است که به میان ریشه واژه افزوده می‌شود واژه نوی می‌سازد.

#### درون‌وند
درون‌وند وندی است که دو ستاک را در یک واژه ترکیبی به هم پیوند می‌دهد. در زبان فارسی واژه‌هایی نظیر سراسر و دمادم نمونه‌هایی از کاربرد درونوند «ا» هستند.

#### دگروند
دگروند (به انگلیسی: simulfix) وندی است که موجب دگرگونی یک یا چند واج موجود در تکواژ می‌شود تا معنای آن را تعدیل کند.

#### زبروند
زبروند نوعی وند است که الگویی زبررنجیری (نظیر نواخت یا تکیه) را در جهت رساندن معنایی تصریفی یا اشتقاقی به پایه (که از نظر زبرزجیری خنثی است) اضافه می‌کند.

#### پروند/پیراوند
پیراوند وندی است دو بخشی که به دو طرف پایه متصل می‌شود. باید توجه داشت که ممکن است گمان شود که ترکیب حاصل از افزودن پیراوند، به عنوان توالی‌ای از دو فرایند وندافزایی، یعنی افزودن پیشوند و پسوند درنظرگرفته‌شود؛ با این حال چنین تفسیری در مورد ترکیبات پیراوندی صحیح نیست. در واقع ترکیب پیراوندی حاصل وندافزایی هر دو بخش پیراوند به پایه است.

#### تراوند
وندی گسسته که به جاهای مختلف در پایه افزوده می‌شود.

## تفاوت وند و واژه‌بست
وندها برای ساخت واژگان از نوع اسم، صفت، قید به کار می‌روند، اما واژه‌بست‌ها برای ساخت حالت‌های دستوری نظیر زمان‌های مختلف یک فعل کاربرد دارند.

## وندهای زبان فارسی
توجه: برخی از پیشوندهای زیر توسط فرهنگستان و دیگر اساتید فن زیوانده شده‌اند.
۱. آ/ا/ان
توضیح: این پیشوند برای نفی بکار رفته و همراه با اسم و فعل استفاده می‌شود.
ریشه: در زبان فارسی باستان، فارسی میانه و اوستایی بصورت a/an می‌باشد.
کاربرد در ترجمه متون علمی انگلیسی: در معادل‌سازی کلمات انگلیسی به جای پیشوندهای in/im یا a/ab به کار گرفته می‌شود.
نمونه: آکندن (پر کردن)، آسغدن (نیمه سوختن)، آوردن، امرداد (نامردنی)، انوشه، انیران (نا ایرانی).
نمونه نوساخته: اریخت (amorphous).
۲. ابر
توضیح: این پیشوند برای بیان بزرگنمایی به کار رفته و به معنی بر، روی و بالا می‌باشد.
ریشه: در زبان فارسی میانه به صورت abar، زبان فارسی باستان به صورت upariy و اوستایی به صورت upairi می‌باشد.
کاربرد در ترجمه متون علمی انگلیسی: در معادل‌سازی کلمات انگلیسی به جای پیشوند super/hyper به کار گرفته می‌شود.
نمونه: ابرمرد.
نمونه نوساخته: ابررسانا(superconductive)، ابرنواختر (ابر+نو+اختر = supernova).
۳. ابی
توضیح: این پیشوند دیسه کهنتر «بی» بوده که کاربردی نیز مانند آن دارد و به معنی بدون می‌باشد.
ریشه: در زبان فارسی میانه به صورت abi، زبان فارسی باستان به صورت apaiyو اوستایی به صورت apa می‌باشد.
کاربرد در ترجمه متون علمی انگلیسی: در معادل‌سازی کلمات انگلیسی به جای پیشوند in/im یا a/ab به کار گرفته می‌شود.
نمونه نوساخته: ابیراهش (ابی+راه+ش = aberration).
۴. اَپا
توضیح: این پیشوند به معنی دور، دوراز، بیرون از و از می‌باشد.
ریشه: در زبان فارسی باستان و اوستایی به صورت apâ می‌باشد.
کاربرد در ترجمه متون علمی انگلیسی: در معادل‌سازی کلمات انگلیسی به جای پیشوند apo به کار گرفته می‌شود.
نمونه نوساخته: اپافامیدن (اپا+فام+یدن = to apochromatize)، اپامرکز(apocenter)، اپاکانون (اپا+کانون = apofocus).
۵. اَپی
توضیح: این پیشوند به معنی روی، در، کنار، افزون بر، به طرف می‌باشد.
ریشه: در زبان فارسی باستان و اوستایی به صورت api/apiy می‌باشد.
کاربرد در ترجمه متون علمی انگلیسی: در معادل‌سازی کلمات انگلیسی به جای پیشوند epi به کار گرفته می‌شود.
نمونه نوساخته: اپی چرخه(epicycle)، اپی ریخت مندی(epimorphism)، اپی زایش (epigenesis).
۶. ارتا/اردا/ارد
توضیح: این پیشوند به معنی راست، درست و مستقیم می‌باشد.
ریشه: در زبان فارسی اوستایی به صورت ǝrǝdua می‌باشد.
کاربرد در ترجمه متون علمی انگلیسی: در معادل‌سازی کلمات انگلیسی به جای ortho به کار گرفته می‌شود.
نمونه: اردیبهشت، اردستان، اردبیل، اردکان.
نمونهٔ نوساخته: ارتاساخت، اردابینی (orthoscopic)، ارداکنج (اردا+کنج = orthogonal).
۷. سِ/زِ/زُ/شِ/اُس
توضیح: این پیشوند به معنی «بیرون»، «بیرون از» و «از» می‌باشد.
ریشه: در زبان فارسی میانه به صورت us-, uz- و فارسی باستان به صورت ud می‌باشد و در فارسی نو به صورت هَز، از، زِ به جای مانده‌است.
کاربرد در ترجمه متون علمی انگلیسی: در معادل‌سازی کلمات انگلیسی به جای پیشوند ex به کار گرفته می‌شود.
نمونه: زدودن، ستردن، سگالیدن، آزمایش، هزینه.
نمونه نوساخته: اُسکفتن (اس+کفتن = to explode)، اُسپرهون (اس+پرهون = excircle)، زُکاردن (ز+کار+دن = to execute)، زُموژیدن (to emigrate).
۸. اف
توضیح: این پیشوند به معنی بر، بالا و روی می‌باشد.
ریشه: در زبان فارسی اوستایی به صورت aiwi و فارسی باستان به صورت abiy می‌باشد.
کاربرد در ترجمه متون علمی انگلیسی: در معادل‌سازی کلمات انگلیسی به جای پیشوند up/above به کار گرفته می‌شود.
نمونه: افسر (چیزی که بر سر می‌نهند)، افراشتن، افزودن.
نمونه نوساخته: افماردن (اف+آماردن = to calculate)، افپریدن (اف +پریدن = to take off)، افشکوب (اف+اشکوب = upstairs).
۹. ام
توضیح: این پیشوند به معنی این می‌باشد.
نمونه: امروز، امسال، امشب.
نمونه نوساخته: امیوار (ام+ایوار = این عصر)، امپگاه.
۱۰. اندر
توضیح: دیسه‌ای دیگر از «در» بوده و به معنی در، بین، درون است ولی امروز به چم در میان یا بین به کار می‌رود.
ریشه: در زبان فارسی اوستایی به صورت antare و فارسی باستان به صورت antar می‌باشد.
کاربرد در ترجمه متون علمی انگلیسی: در معادل‌سازی کلمات انگلیسی به جای پیشوند inter به کار گرفته می‌شود.
نمونه: اندرشدن، اندرکشیدن، اندرآمدن، اندرخورد.
نمونه نوساخته: اندرکنش (interaction)، اندرهلیدن (to intercalate)، اندراتمیک (interatomic)، اندرهابندیدن (to interconnect).
۱۱. اوبا
توضیح: این پیشوند به معنی هردو، باهردو و … می‌باشد.
ریشه: در زبان فارسی باستان و اوستایی به صورت ubâ می‌باشد.
کاربرد در ترجمه متون علمی انگلیسی: در معادل‌سازی کلمات انگلیسی به جای پیشوند ambi به کارگرفته می‌شود.
نمونه نوساخته: اوبازناک (ambiguous)، اوباقطبی (ambipolar)، اوپاشانش (اوپا+شان+ش = hypodermic)، اوبانگر (اوبا+نگر = ambivert)
۱۲. اوپا
توضیح: این پیشوند به معنی زیر و با می‌باشد.
ریشه: در زبان فارسی باستان و اوستایی به صورت upā می‌باشد.
کاربرد در ترجمه متون علمی انگلیسی: در معادل‌سازی کلمات انگلیسی به جای پیشوند hypo به کارگرفته می‌شود.
نمونه نوساخته: اوپاگرمایی(hypothermia)، اوپاچرخزاد(hypocycloid)، اوپاشانش (اوپا+شان+ش = hypodermic).
۱۳. ب(۱)
توضیح: این پیشوند در رساندن مفهوم دارندگی چیزی است و دیسه کوتاه شده «با» است.
ریشه: در زبان فارسی باستان و اوستایی به صورت upā می‌باشد (رجوع به پیشوند اوپا).
نمونه: بِخرد، بِزن (در اصطلاحِ دستِ بزن).
۱۴. ب(۲)
توضیح: این پیشوند در رساندن تأکید است که با فعل همراه می‌شود.
نمونه: بِرفت، بِشد.
۱۵. با
توضیح: این پیشوند در رساندن مفهوم دارندگی چیزی است.
ریشه: در زبان فارسی باستان و اوستایی به صورت upā می‌باشد (رجوع به پیشوند اوپا).
نمونه: باخرد، با آزرم.
۱۶. باز
توضیح: این پیشوند معنی دوباره و ازنو می‌دهد.
ریشه: در زبان فارسی باستان و اوستایی به صورت apa بوده و در فارسی میانه به صورت abâz می‌باشد.
کاربرد در ترجمه متون علمی انگلیسی: در معادل‌سازی کلمات انگلیسی به جای پیشوند re به کار گرفته می‌شود.
نمونه: بازآمدن، بازگفتن.
۱۷. بر
توضیح: این پیشوند بیشتر همراه فعل است و معنی بالا یا تأکید می‌دهد.
ریشه: در زبان فارسی میانه به صورت abar، زبان فارسی باستان به صورت upariy و اوستایی به صورت upairi می‌باشد.
کاربرد در ترجمه متون علمی انگلیسی: در معادل‌سازی کلمات انگلیسی به جای پیشوند sur , on به کار گرفته می‌شود.
نمونه: برآمدن (طلوع کردن، آسیدن)، بررسیدن، برکندن.
نمونه نوساخته: برزیویدن (بر+زیویدن = to survive)، برزیوش(survival)، برشانش (بر+شان+ش = surjection).
۱۸. بس
توضیح: این پیشوند معنی بسیار و چندین می‌دهد.
ریشه: در زبان فارسی میانه به صورت vas، زبان فارسی باستان به صورت vsiy و اوستایی به صورت vasǝ/vaso می‌باشد.
کاربرد در ترجمه متون علمی انگلیسی: در معادل‌سازی کلمات انگلیسی به جای پیشوند poly, multi به کار گرفته می‌شود.
نمونه نوساخته: بسپار(polymer)، بسپارش(polymerization)، بستاییدن (بس+تا+ییدن  = to multiply).
۱۹. بُل
توضیح: این پیشوند معنی پر و بسیار داده، ظاهراً دیسه‌ای دیگر از پر می‌باشد.
ریشه: در زبان فارسی میانه به صورت purr، زبان فارسی باستان به صورت paru و اوستایی به صورت parav/porou/pauru می‌باشد.
کاربرد در ترجمه متون علمی انگلیسی: در معادل‌سازی کلمات انگلیسی به جای پیشوند poly, multi به کار گرفته می‌شود.
نمونه : بلکامه، بلغاک، بلهوس.
نمونه نوساخته: بلفام(poly-chromatic)، بل چرخه‌ای (poly-cyclic)، بلرویه(poly-hedron)، بل ارز(poly-valent).
۲۰. بی
توضیح: این پیشوند در رساندن مفهوم نادارندگی چیزی است.
ریشه: در زبان فارسی میانه به صورت abi، زبان فارسی باستان به صورت apaiyو اوستایی به صورت apa می‌باشد.
کاربرد در ترجمه متون علمی انگلیسی: در معادل‌سازی کلمات انگلیسی به جای پیشوند in/im یا a/ab به کار گرفته می‌شود.
نمونه: بیمر (بیشمار)، بی‌خرد، بی مرگی، بیهوش.
۲۱. بیش
توضیح: این پیشوند معنی زیاد می‌دهد.
ریشه: در زبان فارسی میانه به صورت veš، زبان فارسی باستان به صورت vsiy و اوستایی به صورت vasǝ/vaso می‌باشد.
کاربرد در ترجمه متون علمی انگلیسی: در معادل‌سازی کلمات انگلیسی به جای پیشوند over/hyper به کار گرفته می‌شود.
نمونه نوساخته: بیش باری(overload)، بیش نمونه¬‌گیری (oversampling)، بیش دمی، بیش رویش.
۱۱. پ: این پیشوند غالباً معنی ضد می‌دهد.
مانند: پیراستن، پالودن.
۱۲. پاد/پت: این پیشوند معنی ضد می‌دهد و هم ارز anti و counter در زبان انگلیسی است.
مانند: پادزهر، پادساعتگرد، پادگردشگری، پادتن، پادگویی، پتیاره.
۱۲. پار/پری/پیرار: این پیشوند به معنی قبل و پیش در زمان را می‌دهد و همریشه با pre انگلیسی است.
مانند: پارسال، پریشب، پیرارسال، پارینه سنگی.
۱۳. پرا (پارا):این پیشوند از زبان اوستایی گرفته شده و هم ارز para در زبان انگلیسی است.
مانند: پراشنوی، پاراهور، پراسو، پارامغناطیس، پرآسه.
۱۴. پس: این پیشوند به معنی عقب (عقبتر از چیزی)؛ بعد (بعد از چیزی) است.
مانند: پسرفت، پس بر؛ پسماند، پساویز، پس چهر.
۱۵. پسا: این پیشوند به معنی بعد (بعد از چیزی) است و هم ارز post در زبان انگلیسی است.
مانند:پسانوگرایی، پسانوین.
۱۶. پی: این پیشوند به معنی پس (پس از چیزی)؛ بعد (بعد از چیزی) است.
مانند: پیامد، پیجو، پیاینده.
۱۷. پیرا/پر:
توضیح: این پیشوند به معنی پیرامون (پیرامون چیزی) است و هم ارز peri در زبان انگلیسی است.
ریشه: در زبان فارسی میانه به صورت pêrâ، زبان فارسی باستان به صورت pariy و فارسی نو به صورت par-, pirâ- می‌باشد.
کاربرد در ترجمه متون علمی انگلیسی: در معادل‌سازی کلمات انگلیسی به جای پیشوند peri یا circum به کار گرفته می‌شود.
نمونه: پرتو، پرستیدن، پراکندن.
نمونه نوساخته: پیراپزشکی، پیرادندان، پرناوش، پرگشتن، پیرابین، پیراشامه.
۱۸. پیش: این پیشوند به معنی جلو (جلو از چیزی)؛ قبل (قبل از چیزی) است و بجای پیشوند pro به کار می‌رود.
مانند: پیشرفتن، پیشبرد؛ پیش نمایش، پیشامد.
۱۹. ترا: این پیشوند که غالباً به معنی سرتاسر و از ورا (ورای چیزی) است و از زبان اوستایی گرفته شده‌است هم ارز trans در زبان انگلیسی است.
مانند: ترابری، تراگسیلش، ترافرستادن، ترانهش، تراکنش، ترافرازنده.
۲۰. تک: این پیشوند به معنی یک، تنها است و هم ارز mono و uni است.
مانند: تک نگاری، تکپار، تکشاخ، تک رو.
۲۱. در: این پیشوند به معنی درون، میان یا گاهی بیرون می‌باشد.
مانند:درآمدن، درکنش، درماندن، درشمیدن، درکشیدن.
۲۲. دژ: این پیشوند به معنی بد، با شیوه بد ویا ناجور به کار بردن می‌باشد.
مانند: دژخیم، دژآگاه، دژدود، دژاختری.
۲۳. دش: دیسه‌ای دیگر از دژ می‌باشد و هم ارز dys در زبان انگلیسی است.
مانند: دشنام، دشیاد، دژخیم، دش دمی، دش زایی، دش آهنگی، دش میزی، دش اوباری، دش گواری.
۲۲. دی: به معنی قبل می‌باشد.
مانند: دیروز، دیشب
۲۴. سر: این پیشوند غالباً همراه با فعل به کار می‌رود.
مانند: سرآمدن، سررفتن، سرریز، سرشار.
۲۵. فر: این پیشوند در رساندن مفهوم تکامل، کمال و والایی به کار می‌رود.
مانند: فرنشین (رئیس)، فرگشتن (تکامل یافتن)، فرآوری، فرایند.
۲۶. فرا: این پیشوند به معنی فراز و بالا بکار می‌رود و گاهی pro و ultra به کار می‌رود.
مانند: فراتاب، فرارفتن، فرابری، فرابنفش.
۲۷. فرو: این پیشوند به معنی فرود و زیر به کار می‌رود.
مانند: فرورفتن، فروبنفش، فرونهادن، فروخوردن، فرومردن، فروریختن.
۲۸. نا: این پیشوند منفی ساز است.
مانند: ناجوانمرد، ناخردمند، نارس، نازا، نادان، ندار، نفهم.
۲۸. ن: این پیشوند معنی «به سوی» و «پایین» می‌دهد است.
مانند: نگریستن، نشستن، نپاهش، نپاهیدن.
۲۹. وا: این پیشوند غالباً همراه با فعل بکار می‌رود.
مانند: وارفتن، واماندن، واپاشی، واکنش.
۳۰. ور: این پیشوند به معنی بالا و بر بکار می‌رود و دیس پهلوی بر می‌باشد که در بسیاری از لهجه‌ها استفاده می‌شود.
مانند: وررفتن، ورآمدن، ورکشیدن، ورداشتن، ورافتادن.
۳۱. هم/هن/ان/: این پیشوند هم‌معنی homo, syn, com, co, col, con در زبان انگلیسی است و همریشه با sym/syn یونانی و سانسکریت است. دیس کهنتر هم، هن/ان می‌باشد.
مانند (هم): همایش، هماورد، همنشین، همزمان، همبست، همراه.
مانند (هن): هنداختن، هندسه
مانند(ان): اندازه، انباشتن، اندوختن
۳۲. هو/خُ/خُو: این پیشوند به معنی خوب و نیک می‌باشد و هم ارز Eu در زبان انگلیسی است.
مانند: هومن، خسرو، خنیا، هوتن، هونهنگ، هوپرورد، هوگواری، هوهسته، هومرگ، هونیاک (خنیا).
پسوندها
۱. آسا: پسوند چگونگی و مانندگی می‌باشد.
مانند: نهنگ آسا، شیرآسا، اهریمن آسا.
۲. آگین (گین): پسوند دارندگی و اتصال می‌باشد.
مانند: برف آگین، زهرآگین، خشمگین.
۳. او: پسوند تصغیر و تحقیر است.
مانند: یارو، شکمو، دخترو.
۳. اومند: پسوند دارندگی است.
مانند: تنومند، برومند، سیجومند، هستومند.
۴. اور: پسوند دارندگی است.
مانند: گنجور، مزدور، نمور.
۵. ا(۱): این پسوند به بن مضارع می‌چسبد و صفت فاعلی مطلق می‌سازد.
مانند: بینا، شنوا، روا.
۶. ا(۲): این پسوند الف ندایی است و برای خطاب قراردادن کسی به کار می‌رود..
مانند: خداوندا، پروردگارا.
۷. ا(۴): این پسوند از مشخصه‌ای صفت می‌سازد و صورتی دیگر از «نا» است.
مانند: ژرفا، گرما، دازا، بلندا، پهنا.
۷. ا(۵): پسوندی که نشانگر شگفتی و افسوس است.
مانند: خوشا، شگفتا، دریغا، دردا.
۸. اد: این پسوند به بن مضارع می‌چسبد گاهی به معنی انجمنی است که فعلی را انجام می‌دهند و گاهی به معنی اسم مکان است.
مانند: نویساد (هیئت تحریریه)، سگالاد؛ کناد، هماد (انجمن)، چکاد.
۹. اده: این پسوند به بن مضارع می‌چسبد و اسم افزار می‌سازد.
مانند: سنباده (از سنبیدن).
۱۰. ار(۱): این پسوند به بن ماضی می‌چسبد و صفت فاعلی می‌سازد.
مانند: برخوردار، گرفتار، مردار، نوشتار.
۱۱. ار(۲): این پسوند به بن ماضی می‌چسبد و اسم مصدر می‌سازد.
مانند: گفتار، رفتار، شنیدار.
۱۲. اک: این پسوند به بن مضارع می‌چسبد و به معنی «آنچه کنند» می‌باشد.
مانند: خوراک، پوشاک، سوزاک، نوشاک، کاواک، رواک (که معرب آن رواج است)، نویساک، آموزاک.
۱۳. ال: این پسوند اسم افزار می‌سازد.
مانند: چنگال، کوپال، گودال، دنبال، گردال، پوشال، روال و واژگان نوساختهٔ تختال (slab)، پیچال (labyrinth)، برخال (fractal)، نگارال (graftal).
۱۴. اله: این پسوند اسم می‌سازد.
مانند: تفاله، مچاله، چاقاله، دنباله، کشاله، پیچاله.
۱۵. اُوله: این پسوند صفت می‌سازد.
مانند: گلوله، کوتوله، زنگوله، منگوله، دیگوله.
۱۶. اُم: کاربرد این پسوند در اعداد است.
مانند: یکم، دوم، سوم.
۱۷. ان(۱): این پسوند به بن مضارع چسبیده و صفت فاعلی می‌سازد.
مانند: روان، گریان، سوزان.
۱۸. ان(۲): این پسوند به بن مضارع چسبیده و از فعل قید می‌سازد.
مانند: دوان دوان، جهان، کِشان.
۱۹. ان(۳): پسوند زمان است.
مانند: بهاران، بامدادان.
۲۰. انه(۱): این پسوند از اسم قید می‌سازد.
مانند: دانشمندانه، پیامبرانه.
۲۱. انه(۲): این پسوند از اسم صفت می‌سازد.
مانند: مردانه، زنانه.
۲۲. ایک: این پسوند دیسه کهن تر از پسوند «ای» است که جدیداً بدست فرهنگستان زیانده شده‌است و پسوند صفت‌ساز است.
مانند: روان شناسیک، زمین شناسیک، رایانیک، تاریک، نزدیک، پارسیک.
نمونه نوساخته: خوارزمیک (الگوریتم)
۲۳. این: پسوند صفت سازاست.
مانند: زرین، سیمین، بلورین، رنگین، آهنین، پولادین، مهین.
۲۴. اینه: این پسوند اسم ساز است.
مانند: خاگینه، زرینه، سیمینه، آردینه (حلوا).
۲۵. بار: پسوند مکان به معنی کرانه.
مانند: رودبار، دریابار.
۲۶. باز: این پسوند از فعل باختن (بازی کردن) گرفته شده‌است و به معنی بازی کردن می‌باشد.
مانند: قمارباز، دخترباز، کفترباز، آتشباز.
۲۷. بان: این پسوند صفت فاعلی که دلالت بر نگاهبانی و حفاظت می‌کند، می‌سازد.
مانند: راهبان، پاسبان، دژبان، دربان، پارکبان.
۲۸. بد (پد): این پسوند نشانگر بر دارندگی و اتصال دلالت دارد.
مانند: سپهبد، ارتشبد.
۲۹. تر: این پسوند صفت تفضیلی می‌سازد.
مانند: خوبتر، بدتر.
۳۰. ترین: این پسوند صفت مطلق (بهترینگی) می‌سازد.
مانند: خوبترین، بدترین.
۳۱. چه/ژه/زه/ایزه/ایژه/ایژک: پسوند تصغیر است.
مانند: کوچه، سراچه، خوانچه، مورچه، موژه، نایژه، مامیزه، پیچیزه، خمیزه، راکیزه، گردیزه، تنیزه، گوییزه.
۳۰٫۱. خر: پسوند ساخت اسم فاعل به معنی خریدار.
مانند: شرخر، مال‌خر.
۳۰٫۲. خوار: به معنی خورنده
مانند: زمین‌خوار، شراب‌خوار، خون‌خوار.
۳۱. دان: این پسوند نشانگر جا است.
مانند: نمکدان، شکردان.
۳۲. دیس: پسوند مانندگی است.
مانند: ناودیس، تاقدیس، تندیس، سردیس، خاجدیس، دلدیس، بادام دیس.
۳۲. ران: پسوند ساخت اسم فاعل به معنی راننده و روانگر (مجری)
مانند: سخنران، قایقران، اتومبیلران.
۳۳. زار: این پسوند اسم مکان می‌سازد.
مانند: لاله زار، سبزه زار.
۳۴. سار: پسوند مکان ساز است.
مانند: یخسار، کوهسار.
۳۵. سان: پسوند مانندگی، چگونگی است.
مانند: دیوسان، شیرسان.
۳۶. ستان: پسوند مکان ساز است.
مانند: باغستان، گلستان، بوستان.
۳۷. سرا: پسوند مکان ساز است.
مانند: میان سرا، کاروان سرا، آهنگسرا، فرهنگسرا.
۳۸. سیر: پسوند مکان ساز است.
مانند: گرمسیر، سردسیر.
۳۹. ش: این پسوند به بن مضارع می‌چسبد و اسم مصدر می‌سازد.
مانند: روش، آموزش کاهش زایش خواهش و…
۴۰. فام: این پسوند به رزیدگی بر چیزی دلالت می‌کند.
مانند: زرفام، زرینه فام، سیه فام، گلفام.
۴۱. ک: پسوند تصغیر یا تحقیر است.
مانند: مردک، زنک، روباهک.
1. ک: پسوند تصغیر محبت‌آمیز نیز است. مانند:عزیزک.

۴۲. ک: پسوند نسبت و شباهت است.
مانند: پولک، پشمک، خرسک.
۴۳. کار: این پسوند از اسم صفت فاعلی می‌سازد و هم خانواده «گار» و گر است.
مانند: چوبکار، آهنکار.
۴۴. کده: این پسوند اسم مکان می‌سازد.
مانند: دانشکده، پژوهشکده، هنرکده.
۴۴. کش: پسوند ساخت اسم فاعل.
مانند: برقکش، لوله‌کش، سیمکش.
۴۴. کُش: پسوند ساخت اسم فاعل.
مانند: آدمکش.
۴۵. کنت: در زبان سغدی به معنی شهر.
مانند: سمرقند (سمرکنت)، تاشکند، پنجکند.
۴۶. گار: این پسوند به بن ماضی و مضارع یا اسم مصدر می‌چسبد و صفت مبالغه می‌سازد.
مانند: آموزگار، پروردگار، فریفتگار.
۴۷. گان: این پسوند اسم مجموعه از چیزی می‌سازد.
مانند: اندامگان (مجموعه اندام‌ها)، حسابگان، افزارگان.
۱. گانه: این پسوند پس از اسم یا عدد می‌آید و نسبت را نشان می‌دهد.
مانند: جداگانه، چندگانه، دوگانه، سه‌گانه.
۴۸. گاه: این پسوند اسم مکان می‌سازد.
مانند: دانشگاه، پژوهشگاه، زایشگاه، آزمایشگاه، بازداشتگاه،
۴۹. گر: این پسوند از اسم صفت فاعلی می‌سازد.
مانند: پژوهشگر، رفتگر، کفشگر، مسگر، زرگر، درودگر، رویگر، آهنگر.
۵۰. گرد: به معنی شهر معرب آن جرد می‌باشد.
مانند: هشتگرد، سوسنگرد، دارابگرد، سیاوشگرد، بروجرد، امزاجرد، دستجرد.
۵۱. گری: این پسوند اسم مصدر از شغلی می‌سازد.
مانند: آهنگری، زرگری، رفتگری، ریخته‌گری.
۵۲. گون: این پسوند بر چگونگی و مانندگی دلالت دارد.
مانند: مهگون، پری گون، لاله گون.
1. مون این پسوند به معنای اندازه می‌باشد مانند ترامون به معنی قطر و پیرامون به معنی محیط و اطراف
2. مند (اومند): پسوند دارندگی است.

مانند: دانشمند، بهرمند، فرهمند.
۵۵. نا: این پسوند از مشخصه‌ای صفت می‌سازد و صورتی دیگر از «نا» است.
مانند: فراخنا، تنگنا، دازنا، ژرفنا.
۵۶. ناک: این پسوند به آلودگی، دارندگی یا فراوانی بر چیزی دلالت می‌کند.
مانند: چسبناک، نمناک.
۵۷. ند: این پسوند به بن مضارع چسبیده و اسم مصدر می‌سازد.
مانند: گزند، روند، پیچند، چرخند، مانند.
۵۸. نده: این پسوند به بن مضارع می‌چسبد و صفت فاعلی می‌سازد.
مانند: بیننده، گوینده، راننده، گواژنده (طعنه زننده). بن کنونی+نده
۵۹. نگار: پسوند نگاشتن، نوشتن و رسم کردن و نقش کشیدن است.
مانند: روزنامه‌نگار، خبرنگار، پیکرنگار، زرنگار
۶۰. وار(۱): این پسوند از اسم قید می‌سازد.
مانند: دیوانه وار، فرشته وار.
۶۱. وار(۲): این پسوند از اسم صفت فاعلی می‌سازد.
مانند: بزرگوار، سترگوار، سوگوار.
۶۲. واره: این پسوند اسم انجمن یا هماد از کاری می‌سازد.
مانند: جشنواره، سوگواره، یادواره، اشکواره.
این پسوند برای ساختن «نام» هایی بکار می‌رود که همانندی
با یک چیز/کار (نام" دیگر را برساند ولی در ترازی کوچکتر و
پایین‌تر از ان است، بدان می‌ماند و به چم آن وابسته‌است ولی
براستی خود آن نیست مانند:
ماه - ماهواره که به جای «قمر مصنوعی» که پیشتر می‌گفتند درست شد.
سنگ - سنگواره که به جای فوسیل بیشتر بکار می‌رود
جشن- جشنواره که به معنی فستیوال بکار می‌رود
گوش - گوشواره
۶۳. واری: این پسوند اسم مصدر می‌سازد.
مانند: سوگواری، اشکواری.
۶۴. وانه: پسوند ساخت اسم فاعل.
مانند: پشتوانه.
۶۵. ور: این پسوند صفت فاعلی می‌سازد.
مانند: دانشور، راهور، کنشور.
۶۶. وش: این پسوند بر چگونگی و مانندگی دلالت دارد.
مانند: مهوش، پری وش، فرشته وش.
۶۷. وند: این پسوند بر وابستگی دلالت دارد.
مانند: شهروند (وابسته به شهر)، پیشوند، پسوند، میانوند.
۶۸. ه(۱): این پسوند به بن مضارع می‌چسبد و اسم افزار می‌سازد.
مانند: استره (از استردن)، ماله، رنده (از رندیدن)، تراشه، پرونده، لوله (از لولیدن)، سنبه (از سنبیدن).
۶۹. ه(۲): این پسوند به بن مضارع می‌چسبد و اسم مصدر می‌سازد.
مانند: خنده، مویه، گریه، آموزه.
۷۰. ه(۳): این پسوند بیانگر اسم معرفه است.
مانند: زنه، پسره، کارمنده.
۷۱. ی(۱): این پسوند به اسم می‌چسبد و صفت ساز است.
مانند: سنگی، هندی، سیگاری، شطرنجی
۷۲. ی(۲): این پسوند به اسم و صفت می‌چسبد و اسم ساز است و به آن "یای مصدرساز " می‌گویند که به معنی بودن است.
مانند: برادری (برادر بودن)، بزرگی، شیرینی، بیگانگی، عکاسی (عکاس بودن) و…